# Henryk Szymczak (lekarz wojskowy)
Henryk Szymczak (ur. 1 stycznia 1930 w Białymstoku, zm. 29 września 2003) − lekarz wojskowy, oficer Polskiej Marynarki Wojennej, długoletni komendant 7 Szpitala Marynarki Wojennej w Gdańsku.
Rodzicami Henryka Szymczaka byli: Antoni, maszynista kolejowy i Anna. Po ukończeniu szkoły średniej zdecydował się na karierę lekarza wojskowego. Studia medyczne ukończył w 1955 roku, jako porucznik lekarz. Skierowano go do służby w marynarce wojennej, gdzie przechodził kolejne szczeble kariery: był lekarzem Flotylli Ścigaczy, później Flotylli Trałowców, od 1957 roku starszym lekarzem Garnizonu Hel a w latach 1958−1961 kierownikiem przychodni garnizonowej.
Kolejnymi przydziałami służbowymi były: etat asystenta Oddziału Wewnętrznego 7 Szpitala Marynarki Wojennej w Gdańsku, kierownictwo przychodni garnizonowej w Gdyni Oksywiu i komendantura 115 Wojskowego Szpitala Garnizonowego w Helu. W 1973 roku został komendantem 7 Szpitala Marynarki Wojennej. W 1975 roku Henryk Szymczak obronił na Wojskowej Akademii Medycznej pracę doktorską, której promotorem był profesor Stanisław Klajman z Katedry Medycyny Morskiej WAM.
Komandor Henryk Szymczak pozostawał komendantem 7 Szpitala MW przez 18 lat. W tym czasie, w zmieniających się realiach, utrzymywał wysoki poziom lecznictwa w podległej mu placówce. Został odznaczony Złotym Krzyżem Zasługi i Krzyżem Oficerskim Orderu Odrodzenia Polski. Przeszedł w stan spoczynku 1 lutego 1991 roku. Zamieszkał we własnym domu w Gdańsku Oliwie. Zmarł 29 września 2003 roku i został pochowany na Cmentarzu Łostowickim.